# 澳門半島南岸海濱綠廊
澳門半島南岸海濱綠廊（葡萄牙語：Corredor Verde Costeiro da Costa Sul da Península de Macau）澳門特別行政區政府市政署為了回應社會上對優化新口岸沿岸的訴求，海濱綠廊以科學館為起點至媽閣為止，並在沿途設置一系列康樂設施及加入親子休閒元素。澳門半島南岸是未來澳門重要的觀海走廊，串聯了由科學館、文化中心、觀音像、澳門旅遊塔至媽閣沿岸節點的旅遊及景觀資源，建成後將進一步完善澳門半島的綠地景觀系統，形成綠色海濱綠廊。第一期工程在2021年4月29日完成，第二期工程預計在2024年第四季動工。

## 歷史

### 提出
2017年7月20日，傳新澳門協會提出「全新海岸線計劃」，促請政府制訂短，中，長期的海岸整治規劃，包括明確規定今後所有批出或重新規劃的海岸和湖畔地段，必須將沿岸空間作為公共地段，交由政府管理，開放予公眾使用，建議以「澳門半島南岸線」作為切入點，建長五公里的濱海跑步單車徑，連接媽閣、旅遊塔、新城填海B區沿岸、觀音像和科學館。逐步落實全澳海岸優化和整治規劃，通過截污、清淤和除臭，以及優化環境設施，打造黄金海岸線。

### 規劃及建設
2020年3月下旬，市政署正式落實興建海濱綠廊，第一期工程由澳門科學館至觀音蓮花苑，並預留空間接駁第二期休憩區的單車徑，當時預計在2021年年底完工開放。
2020年4月1日，市政署代表出席中區社區服務諮詢委員會平常會議，對第一期工程作出介紹，並宣佈將於同月起正式動工，並將於同年內開展觀音像至媽閣的第二期澳門半島南岸海濱綠廊規劃設計。
2020年11月25日，在澳門特別行政區政府2021年財政年度施政報告行政法務司施政範疇中，行政法務司司長張永春指出，首期工程將於同年年底基本完工，將於2021年初將會向市民開放。
2021年4月7日，市政署市政管理委員會主席戴祖義書面回覆直選議員黃潔貞提出書面質詢時稱，第一期工程預計同年第二季竣工並開放予市民使用。
2021年11月24日，市政署管委會副主席羅志堅出席立法會全體會議時表示，於2022年第二季將首先開展澳門半島南岸海濱綠廊第二期深化設計工作，在工作完成後隨即建設，並爭取於2024年第四季完工。
2022年1月中旬，對於「海濱綠廊」一、二期的連接，市政署道路渠務廳廳長何萬謙出席澳門立法會口頭質詢大會時回應指，當時正與工務部門規劃利用孫逸仙大馬路——澳門美高梅對出的行人路加以擴寛，讓市民可透過該路段來往「海濱綠廊」的一、二期，而工程完成後將會連接由科學館至融和門的「海濱綠廊」。

### 第一期：觀音像海濱休憩區
觀音像海濱休憩區總面積約15000平方米，工程預算約為6000萬元。由科學館至觀音像的一段皇朝區沿岸，設有兒童遊樂區、步行徑、茶座、多功能球場、健身康樂區、門球場、滾軸溜冰場等休閒康樂空間，並預留空間接駁第二期休憩區的單車徑。休憩區設有長約400米海濱步行徑，現有已種植的樹木會得到保留並調整目前綠化帶。休憩區內設700平方米多功能廣場，設置日常受市民歡迎的戶外活動設施。兒童遊樂區總面積約2,700平方米，劃分不同年齡區域，引入新穎的共融式遊樂設施，建成後更成澳門區最完善的親子休閒區。茶座區約380平方米，特設有新穎遮陽造型的茶座、小賣亭、引入親子廁所及哺乳室，以服務不同年齡層的使用者。兩個小型建築物會保留並重新修葺，翻新後將加入文創、藝術、商業、咖啡輕食等元素，配合海濱綠廊的整體發展。
2022年10月8日起，逢周六、日及公眾假期，於門球場內放置爬行隧道、大型軟體積木等供兒童遊玩，開放時段為上午8時至晚上10時，每小時開放四十五分鐘，隨後進行清潔再開放使用。
2022年11月，市政署表示第一期工程開放的兒童遊樂設施，開放16個月以來已累計約60萬人次使用。
2023年3月23日，市政署對休憩區至澳門科學館之間區域的功能佈局及設施，串聯該區多個地標，輻射至鄰近的公共活動空間，發揮聯動效應，打造成集兒童玩樂、休閒運動、餐飲、藝文及科普活動等多功能、多元素的綜合片區—─“海角星岸”。並於該年3月25日至4月23日期間，聯同橫琴粵澳深度合作區城市規劃和建設局及澳門科學館聯合主辦活動，圍繞生態保育與科學知識，設有生態主題展覽介紹濕地生態系統及生態保育資訊，並將舉辦多場親子活動、觀星活動、生態工作坊及互動遊戲。“海角星岸”設餐飲售賣亭、露天茶座及大型戶外裝置，同場亦設有文化局的“藝遊點”，為藝文工作者拓建更多表演平台。此外，休憩區內同時增設兒童碰碰車場，開放時間為周一至周五下午3時至晚上9時；周未及公眾假期為上午9時至晚上9時，供三至十二歲兒童使用，而三至六歲的兒童須由家長陪同乘坐遊玩，每次遊玩時間為五分鐘，並必須通過網上預約。

### 第二期：嘉樂庇總督大橋至融和門
由於觀音像海濱休憩區開放後深受市民歡迎，市政署計劃開展嘉樂庇總督大橋以西至融和門之間區域的深化設計，規劃面積約54000方米，長度約1300米。主要包括有海濱長廊、單車徑、健身區、多用途廣場、親子遊樂區、自由波地、景觀休憩區、海濱餐飲及特色地景花園等。
2024年1月17日，第二期設計方案公開，規劃範圍由嘉樂庇總督大橋新城B區西側至近融和門一段海岸，計劃建造親子遊樂、休閒康體和親水功能等一系列設施和空間。項目爭取於同年年底動工，工期預計2年。二期設施包括建造大型海濱休閒康樂空間，內有包括澳門半島首條單車徑、仿東望洋跑道的親子踏車場、綜合滑板場、釣魚區及親水階梯等等設施，其中多功能廣場可於春節期間舉行爆竹煙花燃放區用途，廣場空間可舉辦活動及支援澳門美食節舉行。
第二期項目不包括融和門，政府會繼續對其圍封，沒有重開時間，將留待推進第三期──由二期延伸至媽閣時再去考慮。另擬於媽閣交通樞紐興建一條行人天橋連接岸邊。為配合工程進行，涉部份巴士公司臨時巴士停泊區外，還有在旅遊塔旁、全澳唯一全天候開放的戶外球場，後者將要停用取消，相關停泊區將會重新規劃。
2024年10月，第一區工程進行公開開標，共收到15份標書，造價由3,000萬到4,500萬不等，工期由192至240個工作天不等。第一區工程由建利工程公司承判，中標價約3,600萬元，工期為216個工作天；第二期工程共19間公司入標，造價由3,500萬至4,900萬不等，工期由216至243個工作天。第三區工程進入最後設計規劃階段。
2024年12月4日，市政署代表出席中區社區服務諮詢委員會會議，表示海濱綠廊二期已開展填土擴堤工作，第一區工程預計同年12月下旬動工，2025年第三季完工；第二區工程於2025年首季動工，預計第四季完工；第三區工程於2025年第一季進行招標。

## 外部連結
- 市政署官方網站 （页面存档备份，存于）
- 觀音像海濱休憩區 - 澳門自然網 （页面存档备份，存于）
- 觀音像海濱休憩區- 建造工程 - 成龍工程有限公司 （页面存档备份，存于）